# Luis Advíncula
Luis Jan Piers Advíncula Castrillón (* 2. März 1990 in Chincha) ist ein peruanischer Fußballspieler. 2023 erreichte Advíncula, der 2013 für die TSG 1899 Hoffenheim zweimal in der Bundesliga antrat, mit den Boca Juniors das Finale der Copa Libertadores.

## Karriere

### Verein
Er begann in der Jugend bei Deportivo Wanka und Club Esther Grande de Bentin mit dem Fußballspielen.
Er startete seine Profi-Karriere bei Juan Aurich. Dort gab er 2009 sein Profidebüt. Zum folgenden Jahr wechselte er zu Sporting Cristal. Im Juli 2012 unterschrieb er einen Vertrag bei Tawrija Simferopol. Wegen Problemen mit der Ausländerquote in der Premjer-Liha war er für Simferopol nicht spielberechtigt. Deshalb kehrte er nach einem Monat auf Leihbasis zu Sporting Cristal zurück. Am Ende der Saison 2012 wurde er mit Sporting Meister in der peruanischen Primera División.
In der Winterpause 2012/13 verpflichtete der Bundesligist TSG 1899 Hoffenheim Advíncula. Zur Saison 2013/14 wurde er an AA Ponte Preta ausgeliehen. Anfang Januar 2014 wurde er bis zum Saisonende an Sporting Cristal weiterverliehen. Die Leihe läuft bis zum 30. Juni 2015.
Im Sommer 2015 wechselte er zum türkischen Verein Bursaspor. Anfang Januar 2016 wurde Advíncula bis zum Jahresende nach Argentinien an die Newell’s Old Boys ausgeliehen. Anschließend wechselte er nach Mexiko zu den UANL Tigres, verblieb dort aber nur ein halbes Jahr, ehe er im Juli 2017 an den Ligakonkurrenten Lobos de la BUAP ausgeliehen wurde.
Ende Juli 2018 wurde Advíncula bis zum Ende der Saison 2018/19 an den spanischen Erstliga-Aufsteiger Rayo Vallecano weiterverliehen. Diese verpflichteten ihn im Anschluss fest.
Nach zwei weiteren Jahren verließ der Peruaner Vallecano und wechselte zu Boca Juniors. Mit dem argentinischen Hauptstadtverein erreichte er das Finale der Copa Libertadores 2023, wo er bei der 1:2-Niederlage im Maracanã-Stadion von Rio de Janeiro gegen den Fluminense FC das Tor zum 1:1 erzielte.

### Nationalmannschaft
Sein Debüt für die A-Nationalmannschaft von Peru gab Luis Advíncula am 4. September 2010 gegen Kanada. Bei der Copa América 2011 absolvierte Advíncula fünf Einsätze und erreichte mit Peru den dritten Platz. Bei der Copa América 2015 absolvierte er sechs Spiele und kam mit Peru wieder auf den dritten Platz. Er stand außerdem im Aufgebot Perus für die Fußballweltmeisterschaft 2018, bei der Peru nach zwei 0:1-Niederlagen gegen Dänemark und Frankreich und einem 2:0-Sieg gegen Australien als Dritter der Gruppe C in der Gruppenphase ausschied. Advíncula absolvierte alle drei Spiele.

## Sonstiges
Am 7. Februar 2013 kam Advíncula in Sinsheim mit seinem Auto auf nasser Fahrbahn von der Straße ab und prallte gegen einen Baum. Er zog sich mehrere Prellungen zu und musste für zehn Tage pausieren.